# 景洪路站
景洪路站位於中華人民共和國上海市徐汇区华泾镇、闵行区梅陇镇景洪路与华济路交叉口，以及景洪路以东、春申塘以北，是上海地铁15号线與机场联络线的地铁与市域铁路的换乘站。15号线车站於2021年1月23日正式啟用，名稱為華涇西站，2024年9月21日改为现名，南侧设有双折返线。机场联络线站體为地下四层侧式越行车站，西侧设置单渡线，主體結構於2024年1月完成封顶，並于2024年12月27日启用。站体最大开挖深度达44米，刷新了上海轨道交通网络最深车站记录。因此机场联络线开通初期，乘客前往15号线车站需出站从地面步行，2025年7月5日，景洪路站的15号线与市域机场线地下临时换乘通道啟用。
在建19号线站体布置于15号线的站后折返线结构东侧，其北端与15号线主体部分南端相连，南端与机场联络线站体西端相连，通过19号线站厅及永久换乘通道实现三线换乘功能。其中19号线预计2031年才能开通。
2025年2月，开建一支直接联通15号线站后结构与机场联络线站体的临时换乘通道，以在19号线未开通的情况下实现该站的换乘功能。该通道2025年7月5日开通，使15号线与市域机场线实现付费区换乘；同步关闭15号线原3号出入口，以迎接19号线施工。

## 名称

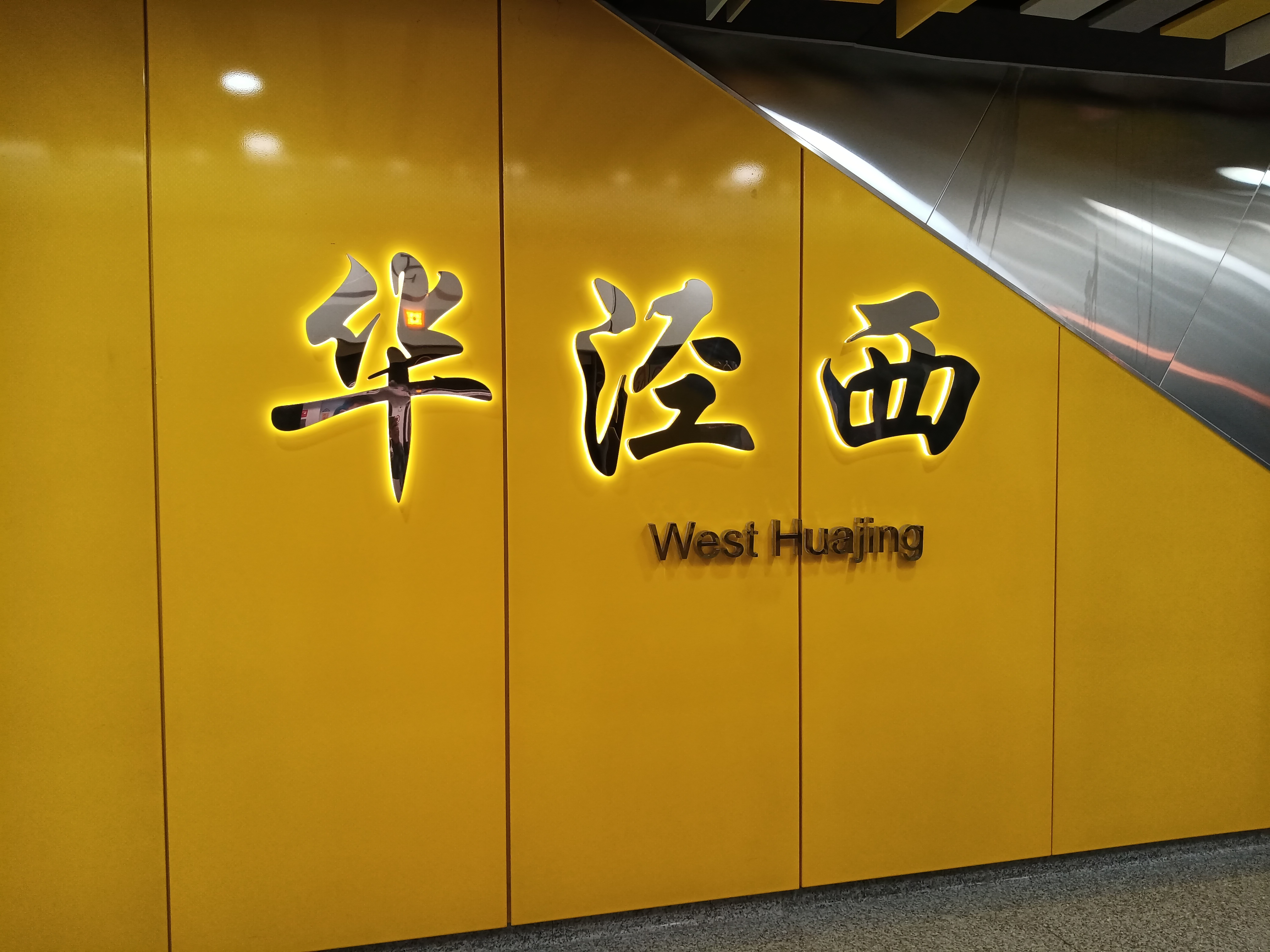
15号线站體站台原有的“华泾西”大字壁

15号线本站工程名为「景洪路站」，2021年15号线开通时定名为「华泾西站」。机场联络线本站工程名为「华泾站」，19号线本站工程名为「华泾西站」。
2024年机场联络线开通前，政府决定将19号线与机场联络线的该座车站定名为「景洪路站」，同步将15号线车站更名为「景洪路站」。理由是，徐汇区与闵行区以华泾港为界，机场联络线和19号线的站址位于华泾港以南，已不在徐汇区华泾镇境内，而是属于闵行区，有「指位不准、实名不符」之嫌。

## 车站结构

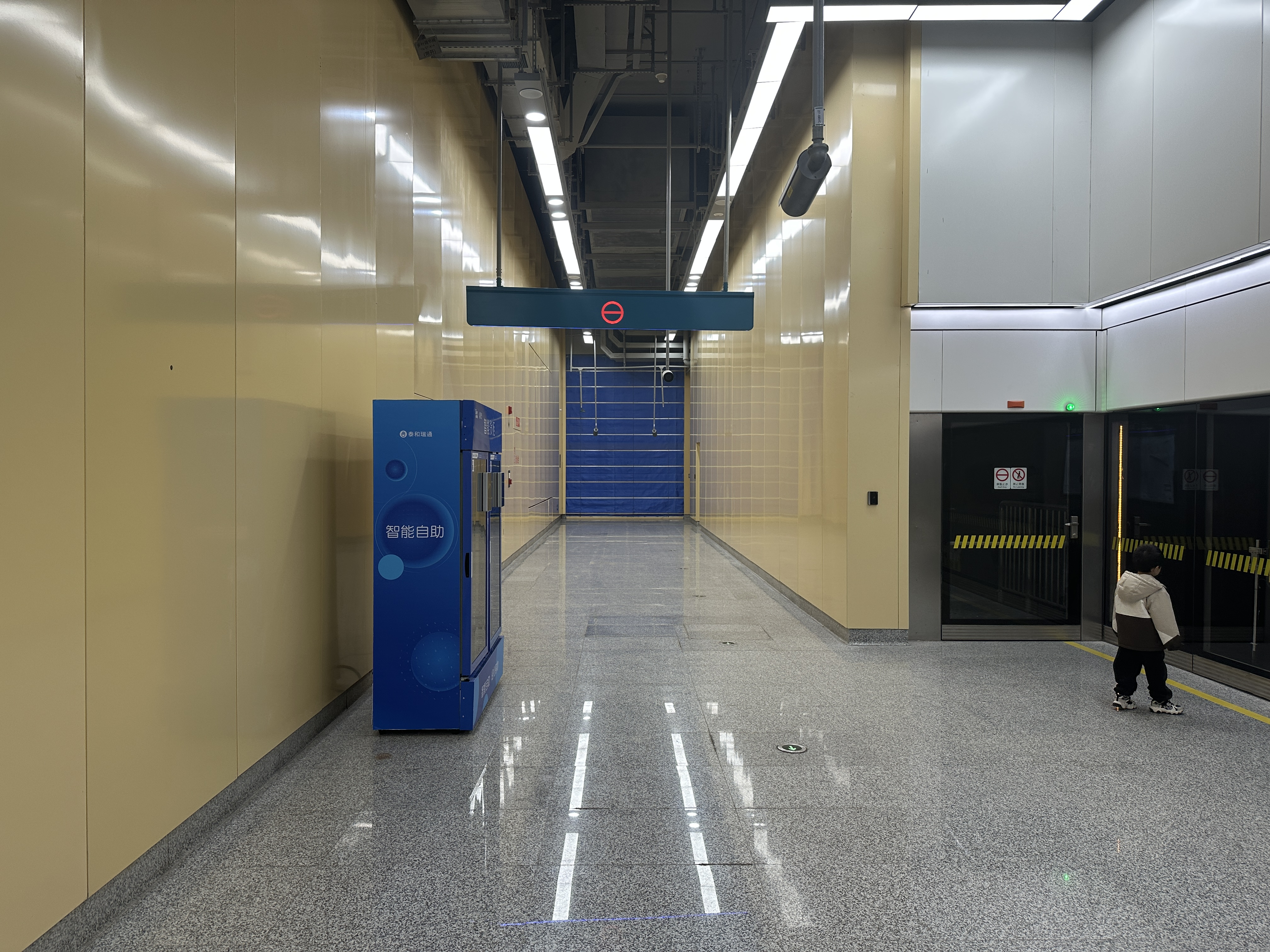
市域机场线站台西端，卷帘门後為一组通往B2层西站厅的扶梯，将连接通往15、19号线的换乘通道

15号线景洪路站为地下二层岛式车站，全长502米。南端设有双折返线，曾作为15号线小交路的南端起讫站（2021年12月30日改至双柏路站）。车站主体部分与1-2、4号口位于华泾港以北、徐汇区境内，站后折返线结构与3号口位于华泾港以南、闵行区境内。

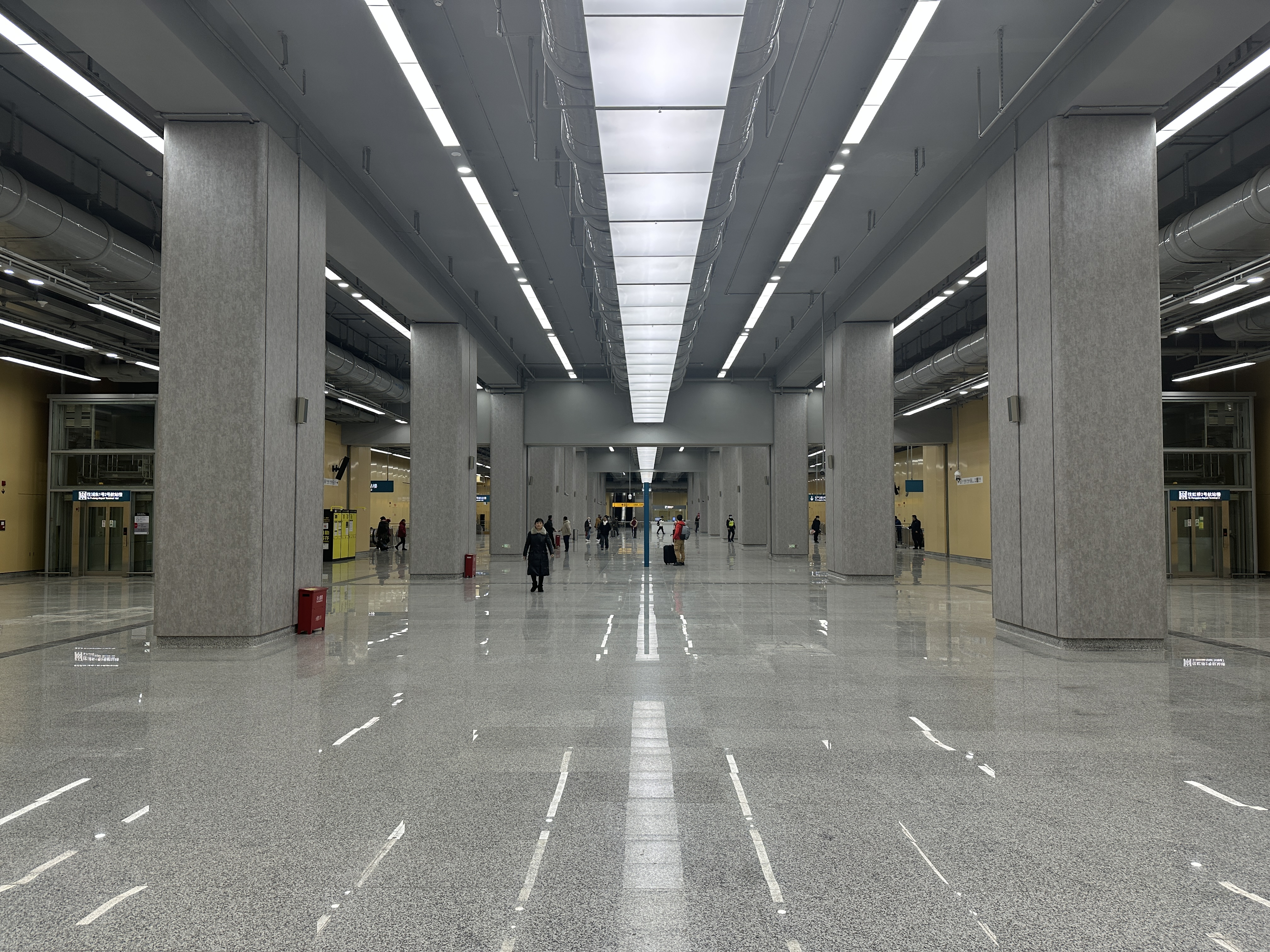
市域机场线站厅

机场联络线景洪路站为地下四层侧式车站，2台4线，西端设有单渡线。全长564.92米，宽36.7米，总建筑面积75094平方米，最大开挖深度44米，地下连续墙最深达107.5米，开通后成为上海轨道交通路网中最深车站。

### 地铁
| 地面层   | 出入口             | 1-2、4出入口                                                                                 |  |  |
| 地下一层 | 15号线站厅         | 票务服务、自动售票机、人工服务台                                                             |  |  |
|          | 临时换乘通道       | 利用15号线站后配线上方的空腔结构，北起15号线站厅，南至春申塘边，连接通往机场联络线的换乘步道 |  |  |
| 地下二层 | ①站台              | █ 15号线 往紫竹高新区（虹梅南路）                                                            |  |  |
|          | 岛式站台，左侧开门 |                                                                                              |  |  |
|          | ②站台              | █ 15号线 往顾村公园（朱梅路）                                                                |  |  |

### 市域铁
| 地面层   | 出入口             | 5-6出入口                                                                |                    |                    |
| 地下一层 | 换乘通道           | 东起市域线车站主体，西至景洪路边的15、19号线车站，铺设电动步道           |                    |                    |
| 地下二层 | 机场联络线换乘厅   | 机场联络线站台西端换乘扶梯通往该层，衔接通往15号线和未来19号线的换乘通道 |                    |                    |
| 地下三层 | 机场联络线站厅     | 票务服务、自动售票机、人工服务台                                         |                    |                    |
| 地下四层 | 侧式站台，左侧开门 | 侧式站台，左侧开门                                                       | 侧式站台，左侧开门 | 侧式站台，左侧开门 |
|          |                    | █ 市域机场线 往浦东1号2号航站楼（三林南）                                |                    |                    |
|          |                    | █ 市域机场线通过线                                                       |                    |                    |
|          |                    | █ 市域机场线通过线                                                       |                    |                    |
|          |                    | █ 市域机场线 往虹桥2号航站楼（中春路）                                   |                    |                    |
|          | 侧式站台，左侧开门 |                                                                          |                    |                    |

## 車站出口
机场联络线景洪路站的消防出口、风亭等地面附属设施带有公共服务功能，具体包括创客驿站和滨水咖啡厅，结合周边地面绿化形成500米长的“线性公园”。
| 出口编号                  | 建议前往目的地                                | 照片            |
| 连通 15号线站厅           | 连通 15号线站厅                               | 连通 15号线站厅 |
| ------------------------- | --------------------------------------------- | --------------- |
| 1 · 出口 · （设有）       | 景洪路                                        |                 |
| 2 · 出口                  | 景洪路，华济路                                |                 |
| 4 · 出口                  | 景洪路，华济路                                |                 |
| 停用，位于未来 19号线区域 |                                               |                 |
| 3 · 出口                  | 景洪路 2021年随15号线开通，2025年7月5日起停用 |                 |
| 连通 市域机场线站厅       |                                               |                 |
| 5 · 出口                  | 平驰路，华展路，景洪路                        |                 |
| 6 · 出口 · （设有）       | 平驰路，华展路                                |                 |
| 图例： 设有               |                                               |                 |

## 接驳公交
| 景洪路华泾路（近1号口） | 景洪路华泾路（近1号口） | 景洪路华泾路（近1号口） | 景洪路华泾路（近1号口） | 景洪路华泾路（近1号口）          |
| 编号                    | 路线                    | 路线                    | 路线                    | 备注                             |
| ----------------------- | ----------------------- | ----------------------- | ----------------------- | -------------------------------- |
| 1220                    | 华发路长华路            | ⇆                       | 老沪闵路业祥路          |                                  |
| 闵行12路                | 南辅路西环路            | ⇆                       | 浦连路汇驰路            | 原莘鲁专线，经由徐浦大桥过黄浦江 |
| 闵行14路                | 新源路元江路            | ⇆                       | 龙州南路                |                                  |

| 华展路平驰路（近6号口） | 华展路平驰路（近6号口） | 华展路平驰路（近6号口） | 华展路平驰路（近6号口） | 华展路平驰路（近6号口） |
| 编号                    | 路线                    | 路线                    | 路线                    | 备注                    |
| ----------------------- | ----------------------- | ----------------------- | ----------------------- | ----------------------- |
| 718                     | 上海体育馆              | ⇆                       | 永联村                  |                         |